# Parafia Chrystusa Króla Wszechświata w Krzemieniewie
Parafia pw. Chrystusa Króla Wszechświata w Krzemieniewie – parafia należąca do dekanatu Czarne, diecezji koszalińsko-kołobrzeskiej, metropolii szczecińsko-kamieńskiej. Utworzona 4 sierpnia 1989 roku. Siedziba parafii mieści się w Krzemieniewie pod numerem 18.  

## Historia
Samodzielny wikariat na terenie parafii działał od 25 grudnia 1988 roku. Parafia została erygowana 4 sierpnia 1989 roku. 

## Miejsca święte

### Kościół parafialny
Kościół pw. Chrystusa Króla Wszechświata w Krzemieniewie
Kościół parafialny został zbudowany w XVIII wieku jako obiekt szachulcowy, poświęcony został 18 czerwca 1947. W rejestrze zabytków pod nr rej. A-102 z 21.02.1959.

### Kościoły filialne i kaplice
- Kaplica pw. św. Katarzyny Aleksandryjskiej w Domisławiu[1]
- Kościół pw. św. Judy Tadeusza w Sierpowie[1]

## Duszpasterze

### Proboszczowie
- ks. Stanisław Niewiński (1988–1991)[2][1]
- ks. Bolesław Czapor (1991–1994)[2][1]
- ks. Anatol Wołoszyn (1994–1997)[2][1]
- ks. Józef Klażyński (1997–2011)[2][3][1]
- ks. Piotr Barański (2011–2020)[1]
- ks. Adam Jokiel (2020–2023)[4]
- ks. Piotr Szczepaniuk (2023–)[5][1]